# Виконт Эксмут

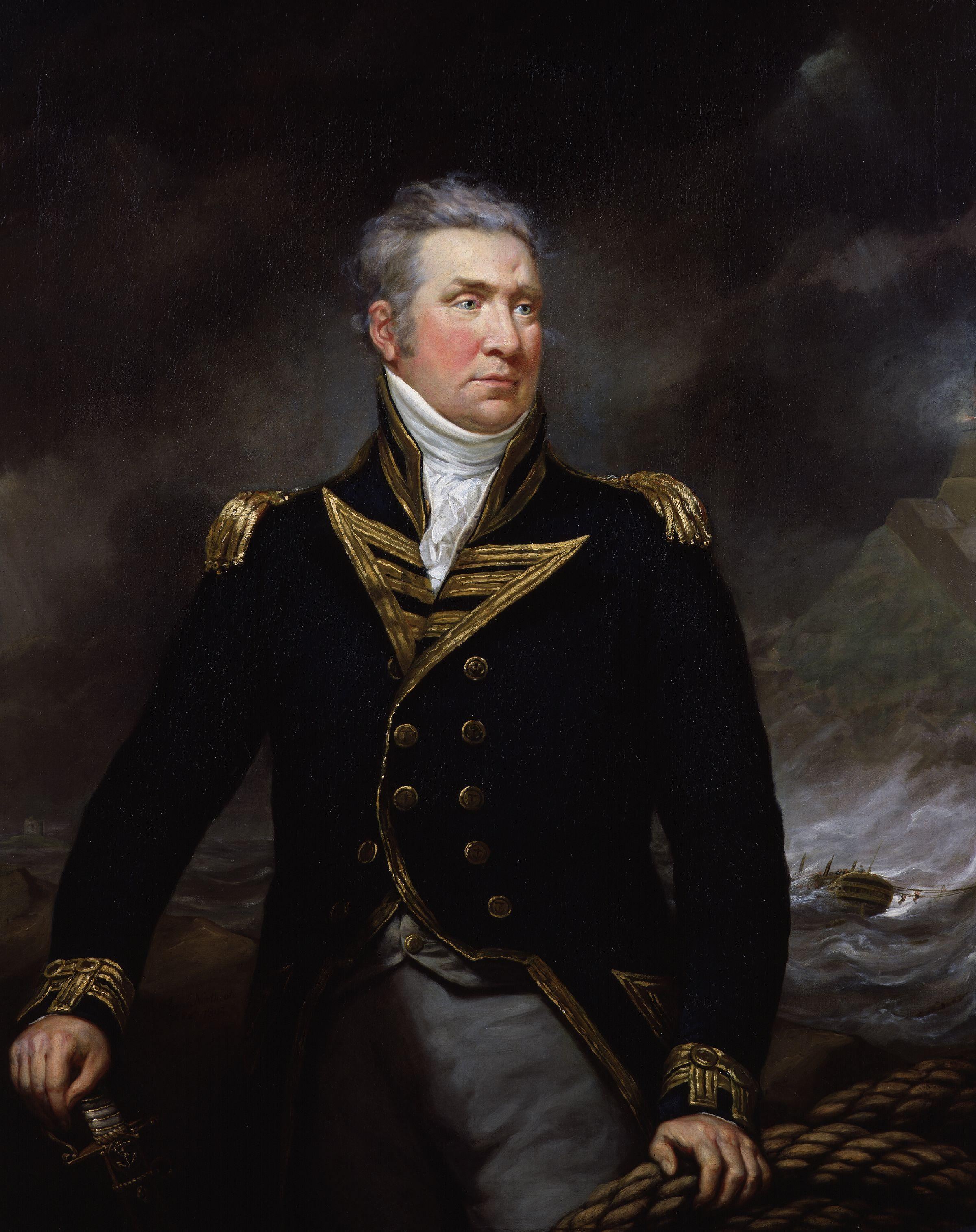
Адмирал Эдвард Пеллью, 1-й виконт Эксмут (1757—1833)

Виконт Эксмут из Кэнонтина в графстве Девоншир — наследственный титул в системе Пэрства Соединённого королевства.

## История
Титул виконта Эксмута был создан 10 декабря 1816 года для известного морского офицера Эдварда Пеллью, 1-го барона Эксмута (1757—1833). 18 марта 1796 года он получил титул баронета из Треверри в системе Баронетства Великобритании за спасения команды ост-индийского корабля Даттон. 1 июня 1814 года для него был создан титул барона Эксмута из Кэнонтина в графстве Девоншир (Пэрство Соединённого королевства) в награду за командование Средиземноморского флота Великобритании в 1811—1814 годах. В 1816 году ему был пожалован титул виконта Эксмута за успешную бомбардировку Алжира, вынудив алжирского бея освободить из рабства 1000 христианских пленников.
Ему наследовал его старший сын, Понолл Бастард Пеллью, 2-й виконт Эксмут (1786—1833), который представлял в Палате общин Лонстон (1812—1830). В 1922 году после смерти его праправнука, Эдварда Харгривза Аддингтона Пеллью, 5-го виконта (1890—1922), эта линия семьи прервалась. Его сменил его родственник, Генри Эдвард Пеллью, 6-й виконт Эксмут (1828—1923). Он был сыном преподобного достопочтенного Джорджа Пеллью (1793—1866), декана Нориджа, третьего сына 1-го виконта Эксмута. В 1945 году после смерти его сына, Чарльза Эрнеста Пеллью, 7-го виконта Эксмута (1863—1945), эта ветвь рода также угасла. Его преемником стал его троюродный брат, Эдвард Ирвинг Понолл Пеллью, 8-й виконт Эксмут (1868—1951). Он был внуком преподобного достопочтенного Эдварда Пеллью, четвертого сына 1-го виконта Эксмута. Его сын и преемник, Понолл Ирвинг Эдвард Пеллью, 9-й виконт Эксмут (1908—1970), в 1938 году женился на Марии Луизе Уркихо и Лосада, маркизе де Олиас, дочери Луиса де Уркихо, маркиза де Амуррио.
По состоянию на 2025 год носителем титула являлся его сын, Пол Эдвард Пеллью, 10-й виконт Эксмут (род. 1940), который сменил своего отца в 1970 году.

## Виконты Эксмут (1816)
- 1816—1833: Эдвард Пеллью, 1-й виконт Эксмут (19 апреля 1757 — 23 января 1833);
- 1833—1833: Понолл Бастард Пеллью, 2-й виконт Эксмут (1 июля 1786 — 2 декабря 1833), старший сын предыдущего;
- 1833—1876: Эдвард Пелью, 3-й виконт Эксмут (14 февраля 1811 — 11 февраля 1876), старший сын предыдущего от первого брака;
- 1876—1899: Эдвард Джон Флитвуд Пеллью, 4-й виконт Эксмут (24 июня 1861 — 31 октября 1899), единственный сын достопочтенного Флитвуда Джона Пеллью (1830—1866), внук 2-го виконта Эксмута;
- 1899—1922: Эдвард Харгривз Аддингтон Пелью, 5-й виконт Эксмут (12 ноября 1890 — 16 августа 1922), единственный сын предыдущего;
- 1922—1923: Генри Эдвард Пеллью, 6-й виконт Эксмут (26 апреля 1828 — 4 февраля 1923), сын преподобного достопочтенного Джорджа Пеллью (1793—1866), внук 1-го виконта Эксмута;
- 1923—1945: Чарльз Эрнест Пеллью, 7-й виконт Эксмут (11 марта 1863 — 7 июня 1945), второй сын предыдущего от первого брака;
- 1945—1951: Эдвард Ирвинг Понолл Пеллью, 8-й виконт Эксмут (3 мая 1868 — 19 августа 1951), единственный сын коммандера Понолла Уильяма Пеллью (1837—1872), внук преподобного Эдварда Пеллью (1799—1869), правнук 1-го виконта Эксмута;
- 1951—1970: Понолл Ирвинг Эдвард Пеллью, 9-й виконт Эксмут (28 мая 1908 — 2 декабря 1970), единственный сын предыдущего;
- 1970 — настоящее время: Пол Эдвард Пеллью, 10-й виконт Эксмут (род. 8 октября 1940), старший сын предыдущего;
  - Наследник титула: достопочтенный Эдвард Фрэнсис Пеллью (род. 30 октября 1978), старший сын-близнец предыдущего от второго брака.